# رویال اوک (میشیگان)
رویال اوک، میشیگان (به انگلیسی: Royal Oak, Michigan) یک شهر در ایالات متحده آمریکا با جمعیت ۵۷٬۲۳۶ نفر است که در میشیگان واقع شده‌است.